# ماريانا كوستا
ماريانا كوستا مواليد 14 أكتوبر 1992 في ساو باولو، هي لاعبة كرة يد برازيلية تلعب كجناح أيمن. مثلت منتخب البرازيل لكرة اليد للسيدات. حققت المركز الأول في بطولة العالم لكرة اليد للسيدات 2013.

## الميداليات
| الميدالية | المسابقة                            |
| --------- | ----------------------------------- |
| ذهبية     | بطولة العالم لكرة اليد للسيدات 2013 |

## روابط خارجية
- ماريانا كوستا على موقع الاتحاد الأوروبي لكرة اليد (الإنجليزية)